# 8591 Excubitor
8591 Excubitor eller 6543 P-L är en asteroid i huvudbältet som upptäcktes den 24 september 1960 av den nederländsk-amerikanske astronomen Tom Gehrels och det nederländska astronomparet Ingrid van Houten-Groeneveld och Cornelis Johannes van Houten vid Palomarobservatoriet. Den är uppkallad efter fågeln Ängshök.
Asteroiden har en diameter på ungefär 15 kilometer och den tillhör asteroidgruppen Themis.